# 史記 (横山光輝の漫画)
『史記』（しき）は、横山光輝による歴史漫画作品。『ビッグゴールド』（小学館）に、1992年（創刊号）から1997年にかけて本編が、1998年から1999年（休刊号）にかけて「史記列伝」が連載された。単行本は全15巻（文庫版は全11巻）及び『史記列伝』1巻が同社から発売されている。なお、当作品と同じ時代を描いた横山作品には『項羽と劉邦』『戦国獅子伝』などがある。
青年誌ということもあり、特に『項羽と劉邦』の部分で省略されたものを鮮やかに描写されており、睢水の戦いの敗戦後に逃亡する劉邦が自分の子を馬車から突き落としたり、天下統一後は韓信に対して猜疑心となり、これを死に追い詰めたり、功臣の蕭何が劉邦の猜疑心から払拭すべく苦心する描写などの場面が多い。

## あらすじ
時は漢時代、漢に仕える太史令司馬談の子として生まれた司馬遷は学問に優秀で、35歳で出世街道に乗ることができた。そのとき、漢時代は絶頂期を迎え、7代武帝は封禅の儀式を行い、父・司馬談もその儀式を調査し参加していた。だが、父が病に倒れ、封禅の儀式には参加できなかった。司馬談は死ぬ間際に司馬遷に対し、遺命として「太史令になり後世まで語り継がれる賢人や名君の記録を残してくれ」と頼み、この世を去った。
司馬遷は遺言を聞き入れ、太史令となり太初暦を完成させた。だが、友人の李陵が匈奴との戦いで援軍無く矢尽きて匈奴に降ったことを擁護したため、武帝の怒りを買って牢獄に入れられ、死刑か大金を納付するか宮刑を受けるかを選択させられた。父の遺言を守るため、司馬遷は宮刑を受けて生き延びた。
武帝は司馬遷を宮刑にしたことを気にし、中書令に任命する。司馬遷は宮廷の書物が自由に見られることから、『史記』をつづり娘に託し、父の遺言を果たした。
司馬遷は最後に亡き父・司馬談のことを回顧して「父上、あとは後世の評価を待つだけでございます」と述べた。

## 史記（原典）との差異
省略は非常に多い（そもそも原典はあくまで歴史書なので、相当な整理を行わない限り小説化・漫画化は不可能である）ものの、実際に描かれた場面については司馬遷の『史記』にかなり忠実と言えるが、細かな差異は随所に見られる。
- （横山版）呉越の戦いで「臥薪嘗胆」の故事が触れられるが、「臥薪」は『十八史略』に記述され、「嘗胆」と合わせて一つの故事成語になったものであり、作中のナレーションでも触れられている。
  - （司馬遷）記述されるのは、「嘗胆」のエピソードのみである。
- （横山版）衛の呉起が、魯の君主の元公に仕えていた頃、斉が魯を攻めた際元公の疑いを晴らすため、斉出身の妻を離縁し、帰国させた。ただ、斉との合戦の後、「呉起は妻を殺して将軍になった」という不穏な噂が流れる。
  - （司馬遷）呉起は魯の大夫の讒言を聞き、名誉を守るために妻を殺害して二心がないことを示した。
- （横山版）孫臏（前名は孫濱としている）が龐涓と桂陵の戦いで、裏をかいて散々にこれを敗った。龐涓は孫臏を魏で殺しておくべきであったと悔やんだ。
  - （司馬遷）桂陵の戦いで孫臏は鮮やかな戦功を挙げたが、ここで龐涓が敗戦したとされているのは『孫臏兵法』の記述であり、『史記』には誰が敵将であったか記述がない（逆に、『孫臏兵法』には馬陵の戦いに関する記述がない）。
- （横山版）商鞅が魏の宰相の公叔痤（中国語版）によって恵王に推挙するときや、秦の宦官の景監（中国語版）によって孝公に推挙した際に「商鞅は衛の側室の公子の身分を持ち、毛並みがいい」と述べている。
  - （司馬遷）上記のように商鞅が衛の側室の公子とは記されておらず、衛の公室の分家の子であると記されており、「公子」ではなく公孫が正しい。
- （横山版）孝公が逝去して子の恵文王が立つと商鞅は追い詰められて、魏に亡命するも、かつて親交があった魏の公子卬（中国語版）を欺いた過去があるために、秦に強制送還された。今度は北方の鄭に逃亡したが、商鞅に恨みを持つ恵文王の追撃が執拗であったために、黽池で捕獲された。商鞅はそのまま車裂きの刑を受けて、無残な最期を遂げた。
  - （司馬遷）上記同様に商鞅は逃亡先の魏から強制送還され、領地に戻って家臣とともに領内の兵を集めて北方の鄭県を攻撃した。しかし、恵文王も軍勢を派遣してこれを迎え討って、黽池で商鞅は戦死した。恵文王の命で商鞅の遺体は車裂きにされ曳き回しされた。
- （横山版）斉の湣王が蘇代に命じて燕を内乱状態にさせた。
  - （司馬遷）湣王は燕が内乱状態となったのに乗じて軍を進めただけで、内乱状態に陥らせたという記述は確認できない。
- （横山版）秦王政が他国人追放令を出したために投獄された韓の公子韓非に対して、同門の李斯は拷問を受け生き恥を晒すのであれば自害したほうがよいとして毒薬を渡した。
  - （司馬遷）李斯は韓非の才能を妬んで疎んじていたために、韓非を自害させている。
- （横山版）秦王政が、将軍王翦に命じて項燕を壊滅して楚を滅ぼしたとき、最後の王の負芻を捕らえて、これを処刑した。
  - （司馬遷）上記のように王翦は、蒙武とともに楚を滅ぼして負芻を捕虜にしたことは述べられているが、以降のことは何も記されていない。
- （横山版）陳平が農業に精を出す兄の陳伯の目を盗んで、その兄嫁と密通した。
  - （司馬遷）陳平の兄嫁は家事を手伝わない義弟の悪口をある人物に言ったため、それを聞いた兄の陳伯は怒って妻と離縁した（実際は劉邦の武将たちが新参者の陳平を「陳平は兄嫁と密通した噂がある」と中傷した記述がある）。
- （横山版）陳余が韓信との井陘の戦いにて、敗れた挙句に漢軍の武将に討ち取られた。また、趙王歇は捕虜にされた。
  - （司馬遷）陳余は井陘の戦いにて韓信率いる漢軍に撃ち破られた末に韓信配下の張蒼の捕虜となり、泜水のほとりで処刑された。同時に趙王歇は逃げ出すも、襄国（現在の河北省邢台市邢台県）で捕らわれて処刑された。
- （横山版）斉を平定した韓信が蒯通の進言で、斉の「仮王」を認めるための使者として派遣されたのが周叔（『通俗漢楚軍談』のみの人物）であり、劉邦は韓信のこの行為に激怒したが、張良と陳平に足を踏まれながら宥められて、渋々とこれを認めた。
  - （司馬遷）この際の使者の姓名は触れられていない。
- （横山版）垓下の戦いで追い詰められた項羽は寵愛する虞美人を置いていこうとするが、それに対し虞美人は項羽の「垓下の歌」に歌を返したのち、「大王さまの再起を願い、足手まといにならぬことが虞の恩返し…」と言い、剣舞のために受け取った剣で自害して果てる。これは『通俗漢楚軍談』にあるエピソードで、ナレーションでも触れられている。
  - （司馬遷）「垓下の歌」を歌う場面で虞美人は登場するが、その顛末については全く触れられていない。
- （横山版）恵帝崩御後に呂后が呂一族を王として封建することを建議した際に右丞相王陵がこれに反対した。しばらくして王陵の従者が「呂后は右丞相を宴会に招待して毒殺する噂がある」と忠告した。これを聞いた王陵は身の危険を感じて、病と称して呂后に申請して右丞相を辞任して、領地に戻った。代わって陳平が右丞相となった。
  - （司馬遷）上記通りに王陵が呂氏一族の封建に反対した。王陵に対して腹を立てた呂后は建前は昇進の名目で王陵を太傅に任じるが、実際には名目上の官職であった。呂后の対応に激怒した王陵は病と称して自邸に引き籠って、参内さえしなかった。
- （横山版）呂后亡きあとに、漢の皇族である朱虚侯劉章（劉邦の孫）が兄の斉の哀王劉襄に、呂氏が漢王朝簒奪の計画を立てていることを知らせた。哀王は打倒呂氏を建議した際に斉の宰相が異論を述べたため、激怒した哀王が宰相が呂氏と内通していると疑って、自決用の剣を差し出して無理やりに宰相を自害させた。
  - （司馬遷）上記同様に弟の知らせで哀王は母方の叔父の駟鈞、郎中令の祝午、中尉の魏勃らを召し出して、打倒呂氏を建議した。これを聞いた呂后が派遣した目付である斉の宰相召平は軍勢を率いて、王宮を包囲した。これを見た魏勃は召平を欺いて、召平の宰相邸を取り囲んで召平を自害に追い込んだ。
- （横山版）淮南厲王劉長が「呂氏によって、兄弟が次々と死に追いつめられてたため、兄に代わって一族の仇を討つ」と称して、辟陽侯審食其を斬り捨てた。これを聞いた袁盎が文帝を諌めたが、文帝は淮南厲王が弟という理由でこれを不問にした。しばらくして、棘蒲侯柴武の太子と謀反を企んだことが露見され、再び不問とされると思い正直に白状した。しかし、文帝は弟を蜀に流罪とした。淮南厲王はその途中の雍で病死した。
  - （司馬遷）淮南厲王の生母趙美人がかつて趙王張敖の側室であり、岳父劉邦に差し出された。しかし、張敖の家臣である貫高らの謀反に連座によって、彼女は河内に投獄された。厲王の母方の叔父の趙兼（趙美人の弟、周陽由の父）は辟陽侯審食其を通じて、呂后に嘆願したが呂后はこれを無視し、審食其もそのまま放置した。そのため牢獄にいた趙美人は劉長を産んで、自殺した。呂后に養われて成長した劉長は母の自殺が審食其に原因があると判断して、ある日に審食其をたずね、鉄鎚で打ち、従者の魏敬がその首を刎ねて、兄の文帝のもとに向かって肌脱ぎになって謝罪し、文帝はこれを不問にした。あとは上記通りに棘蒲侯柴武の太子の柴奇と謀反を企み、露見されて朝廷の大臣たちは劉長の処刑を求めたが、文帝が弟をかばったために蜀に流罪となった。護送中に役人たちは劉長を恐れ、檻の扉を開こうとしなかったため、怒った劉長は絶食してついに餓死した。
- （横山版）晁錯の厳格な法令に反発して呉楚七国の乱を起こした宗室である呉王の劉濞に対して、景帝は袁盎の進言によって止むを得ずに、晁錯を参内前に誅殺して、袁盎を呉王のもとに勅使として派遣した。呉王に謁見した袁盎はかえって帰順を勧められて、困惑して返事を保留した。その夜に袁盎は梁の陣営に逃亡した。
  - （司馬遷）上記通りに、袁盎の進言で晁錯を腰斬に処した景帝は、袁盎を太常に任じて、宗正である徳頃侯の劉通（劉濞の甥）とともに勅使として、呉の陣営に派遣した。しかし、呉王は甥の劉通のみ謁見を許して、袁盎に対しては目通りをさせずに抑留した。ある日の夜に呉の宰相時代に助けたことのある人物が袁盎を訪ねて、逃亡するように勧められて、その好意を受けた袁盎はその手引きにより梁の陣営に逃亡した。
- （横山版）呉王の劉濞が膠西王[1] と酒席で「漢を滅ぼした暁には、呉は東方を、膠西は西方を支配する方針でよろしゅうござろうか?」と盃を交わした。
  - （司馬遷）上記のような記述はなく、前述した袁盎が勅使として、劉濞のもと派遣されたときに「私はすでに東の皇帝となっている。今さら誰に拝謁するのだ」と記されているのみである。
- （横山版）南陽太守が寧成の身辺調査をしたため、寧成は南陽より逃亡、行方知れずとなっている。
  - （司馬遷）南陽に赴任してきた新しい太守義縦は函谷関都尉寧成の一族を調べて取り潰し、有罪となった寧成は（函谷関の土豪である）孔氏・暴氏の一族らとともに逃亡した。
- （横山版）南越を鎮圧した前漢の勅命で、司馬遷は宣撫と視察の役目を終えた後に、武帝に報告に向かう途中で、親友の陳達から、父の司馬談が危篤状態であることを知らされる。
  - （司馬遷）『史記』ではそのような記述はなく、司馬遷は武帝から西南奉使に任じられて、巡遊する武帝に付き従った事実があるのみである。その後、役目を終えた司馬遷は父の臨終に立ち会った。

## その他
- 『史記』10巻に項羽が上将軍の宋義を誅殺した際に、楚の懐王にその旨を知らせる使者の名が記されていない（司馬遷では桓楚と記されている）。
- 『史記』10巻に劉邦が楚の懐王から別部隊の総大将として西進した際に、張良の献策で討伐した秦の南陽郡守の名が記されていない（司馬遷では南陽郡守の齮と記されている）。
- 『史記』12巻に登場する西魏王の魏豹と魏咎の親族関係が述べられていない（司馬遷では兄弟か従兄弟関係と記されている）。
- 『史記』13巻に英布を説得する説客の名が述べられていない（司馬遷では随何と記されている）。
- 『史記』14巻に呂氏誅伐の総指揮を執った周勃を補佐して、符節の片割れを手渡した符節官の名が述べられていない（司馬遷では、紀通（紀成（紀城）の子）と記されている）。
- 同じく14巻で登場する宮中護衛長官（中郎将）で、平陽侯の窋は姓が述べられていない（司馬遷では曹参の子の曹窋（中国語版）と記されている）。
- 同じく14巻で登場する劉邦の功臣酈商と酈食其の兄弟関係が述べられていない（司馬遷では酈食其が兄で酈商が弟と記されている）。
- 同じく14巻で、晁錯と対立した丞相の名が述べられていない（司馬遷では晁錯と対立した丞相は申屠嘉と記されている）。
- 『史記列伝』では、寧成が恐れた南陽太守の名（司馬遷では義縦）、王温舒が仕えた上司の名（司馬遷では張湯）、杜周が仕えた上司の名（司馬遷では前述の義縦）も述べられていない。

## 各巻
| 巻   | 副題             | 主人公格（できごと）                             |
| ---- | ---------------- | ------------------------------------------------ |
| 1    | 覇者への道       | 司馬遷、管仲、重耳                               |
| 2    | 復讐を誓った人々 | 伍子胥、夫差、勾践                               |
| 3    | 悲劇の改革者     | 西門豹、呉起、孫武、孫臏、商鞅                   |
| 4    | 奇謀詭策         | 楽毅、田単、孟嘗君                               |
| 5    | 秦の脅威         | 藺相如（刎頸の交わり）、白起（長平の戦い）、范雎 |
| 6    | 乱世に生きる     | 平原君、春申君、信陵君、呂不韋                   |
| 7    | 若き支配者       | 呂不韋、李斯、荊軻                               |
| 8    | 始皇帝           | 王翦、始皇帝、趙高                               |
| 9    | 天下大乱         | 陳勝（陳勝・呉広の乱）、項羽、劉邦、李斯         |
| 10   | 秦 滅亡          | 項羽、劉邦（鴻門の会）                           |
| 11   | 劉邦東進         | 韓信、張耳、陳余（彭城の戦い）                   |
| 12   | 四面楚歌         | 韓信（井陘の戦い）、陳平、項羽（垓下の戦い）     |
| 13   | 呂后君臨         | 韓信、蕭何、呂雉                                 |
| 14   | 劉氏攻撃         | 陳平、周勃、袁盎                                 |
| 15   | 漢大帝国         | 晁錯、周亜夫（呉楚七国の乱）、冒頓単于、中行説   |
| 列伝 |                  | 予譲、聶政、朱家、郭解、郅都、寧成、王温舒、杜周 |